# Chapelle Notre-Dame-des-Neiges de la Ville-des-Glaciers
La chapelle Notre-Dame-des-Neiges est une chapelle de France située à la Ville des Glaciers, à Bourg-Saint-Maurice.

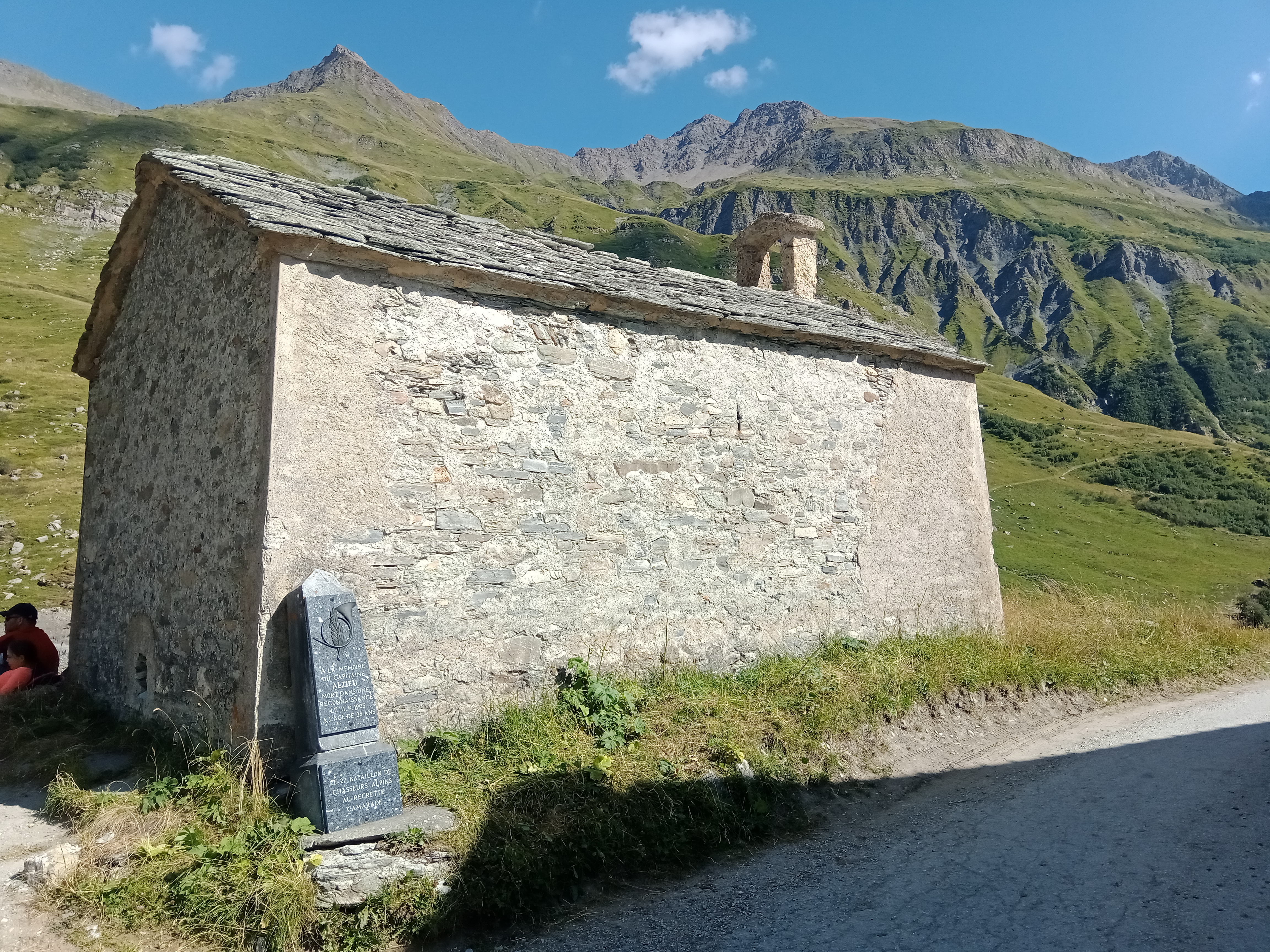
La chapelle dominée par le pic de l'Ouillon avec à ses pieds un monument commémoratif de la Seconde Guerre mondiale.